# آریستید بانسی
آریستید بانسی (فرانسوی: Aristide Bancé‎؛ زادهٔ ۱۹ سپتامبر ۱۹۸۴) بازیکن فوتبال اهل بورکینافاسو است.

## باشگاهی
از باشگاه‌هایی که در آن بازی کرده‌است می‌توان به باشگاه فوتبال ایرتیش پاولودار، باشگاه فوتبال متالورگ دونتسک، باشگاه فوتبال لوکرن اوست والاندرن، باشگاه فوتبال هلسینکی، باشگاه فوتبال کیکرز اوفنباخ، باشگاه فوتبال آگسبورگ، باشگاه فوتبال سامسون‌اسپور، باشگاه فوتبال ماینتس ۰۵، باشگاه فوتبال فورتونا دوسلدورف، باشگاه ورزشی ام صلال، و باشگاه فوتبال شباب الاهلی امارات اشاره کرد.
وی همچنین در تیم ملی فوتبال بورکینافاسو بازی کرده‌است.